# Oligosita staniforthii
Oligosita staniforthii är en stekelart som beskrevs av John Obadiah Westwood 1879. Oligosita staniforthii ingår i släktet Oligosita och familjen hårstrimsteklar. Inga underarter finns listade i Catalogue of Life.